# Jerzy Łobodda

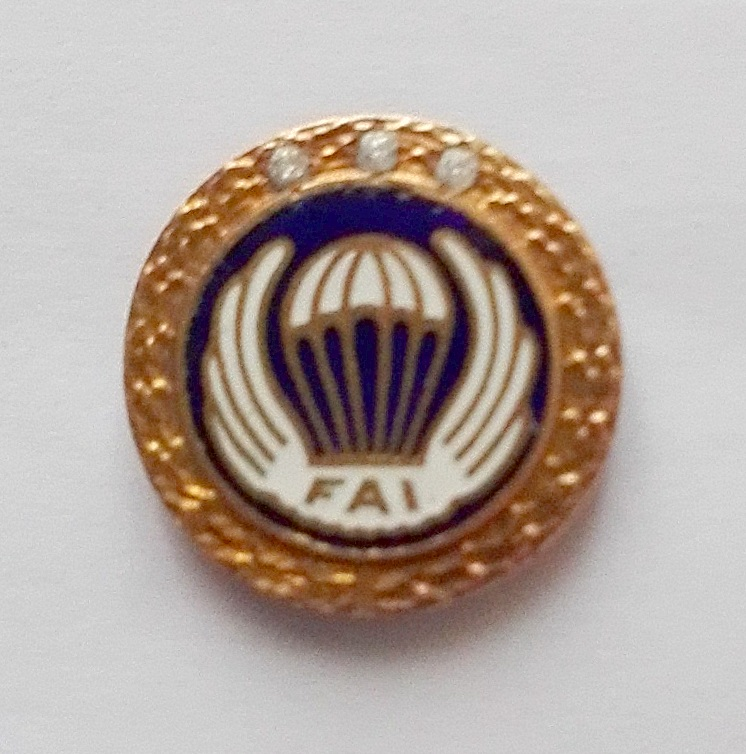
Złota odznaka skoczka spadochronowego z 3. diamentami

Jerzy Łobodda (ur. 21 grudnia 1931 w Bydgoszczy, zm. 27 października 2012 w Toruniu) – polski skoczek spadochronowy, instruktor spadochronowy, doświadczalny skoczek spadochronowy, instruktor modelarstwa lotniczego, pilot samolotowy, członek Spadochronowej Kadry Narodowej.

## Działalność sportowa
Działalność sportową Jerzego Łoboddy podano za: Zmarł Jerzy Łobodda. [w:] Aeroklub Polski [on-line].
W 1948 posiadając tytuł instruktora modelarstwa lotniczego, mając 17 lat, wykonał swój pierwszy skok ze spadochronem typu: PT 1A, z samolotu Po-2, pod okiem instruktora Zbigniewa Chronika. W 1951 ukończył kurs instruktora I stopnia w Centrum Wyszkolenia Spadochronowego, w Nowym Targu. W 1954 został skoczkiem doświadczalnym w Zakładzie Sprzętu Technicznego i Turystycznego „Aviotex” i działającym przy nim 26. Przedstawicielstwie Wojskowym w Legionowie, gdzie pracował do 1971. W 1955 został powołany do Kadry Narodowej Spadochroniarzy, uczestniczył w wielu zawodach spadochronowych, w tym w 1958, w IV Spadochronowych Mistrzostwach Świata – Bratysława (Czechosłowacja), zajmując z drużyną IV miejsce. 20 czerwca 1955 wykonał indywidualnie dwa skoki z wysokości 1000 m na celność lądowania z opóźnionym otwarciem spadochronu, ustanawiając rekord świata (24,35 m). Jako kapitan drużyny ustanowił wraz z drużyną pięć rekordów krajowych. Za te osiągnięcia uzyskał złotą odznakę spadochronową z trzema diamentami oraz tytuł Mistrza Sportu. 18 czerwca 1960 wykonał swój 1000 skok spadochronowy z samolotu. Posiadał na swoim koncie 1900 skoków, na 65 typach spadochronów, z różnych typów statków powietrznych, w tym jako jeden z pierwszych z luku bombowego samolotu odrzutowego Ił-28. W 1973 rozpoczął pracę w Aeroklubie Pomorskim, jako Szef Techniczny, a w 1974 podjął pracę w Zakładzie Usług Agrolotniczych, w Olsztynie, jako mechanik pokładowy, na samolocie typu An-2. Do 1992 wylatał w sumie ponad 6 tys. godzin. Od 1994 do 2006 roku prowadził toruński, a następnie toruńsko-bydgoski oddział firmy szkoleniowo-ochroniarskiej Komandos. Był prezesem toruńskiego Związku Polskich Spadochroniarzy. Do końca pozostawał czynnym członkiem Klubu Seniorów Lotnictwa.
Jerzy Łobodda zmarł 27 października 2012 i został pochowany 31 października 2012 na Centralnym Cmentarzu Komunalnym w Toruniu.

Jerzy Łobodda
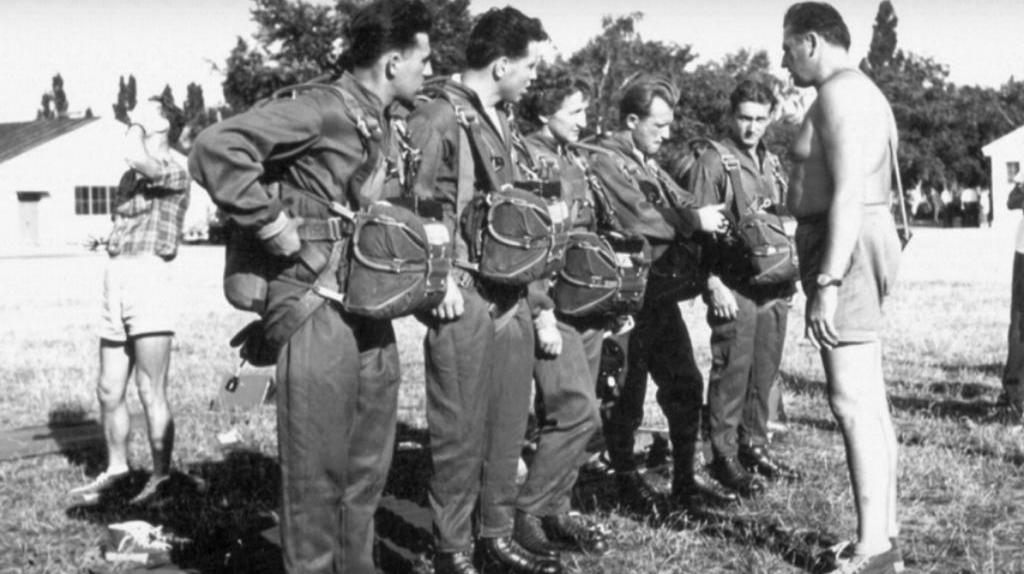
Od lewej Jerzy Łobodda, Jan Cierniak, Anna Franke, Bolesław Gargała, Roman Lewandowski, Zbigniew Chronik (trener Kadry Narodowej) – Członkowie Polskiej Narodowej Kadry Spadochroniarzy podczas instruktażu przed skokiem  (1953)
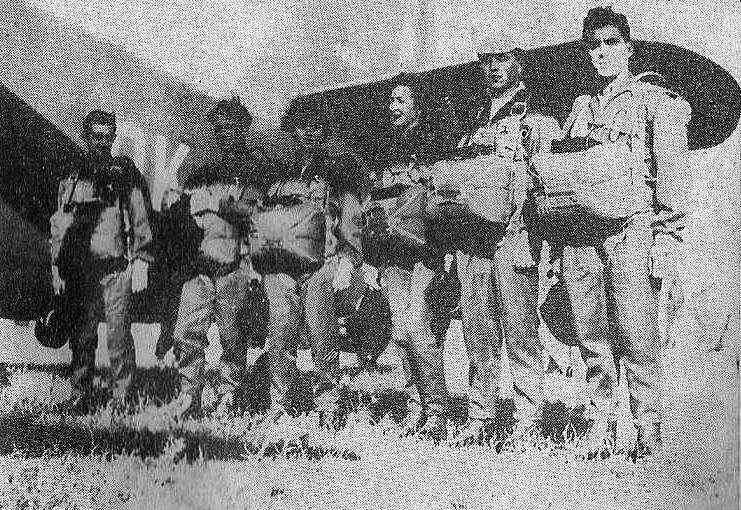
Reprezentacja Polski, od lewej: Roman Lewandowski, Bolesław Gargała, Antonina Chmielarczyk, Anna Franke, Jan Cierniak, Jerzy Łobodda – IV Spadochronowe Mistrzostwa Świata Bratysława Czechosłowacja  (sierpień 1958)
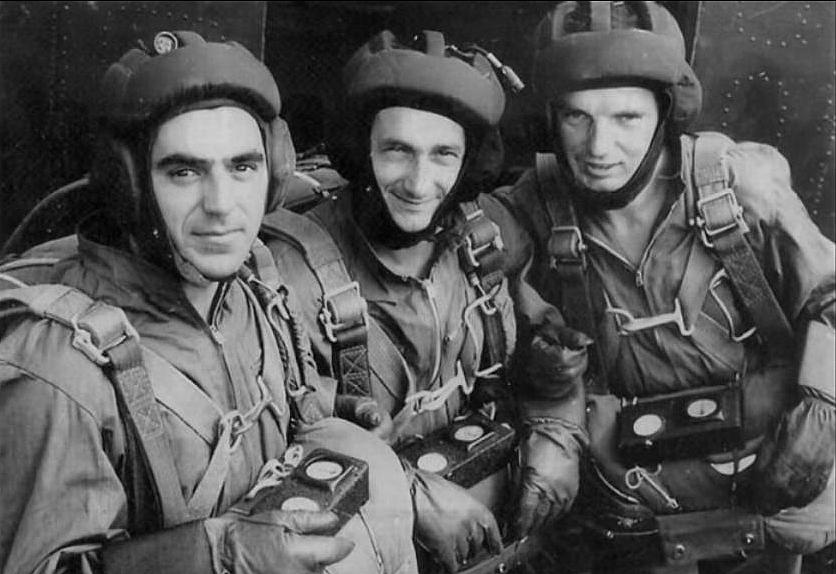
Jerzy Łobodda, Roman Lewandowski, Józef Wójcik (sierpień 1958)